# تفكير جانبي

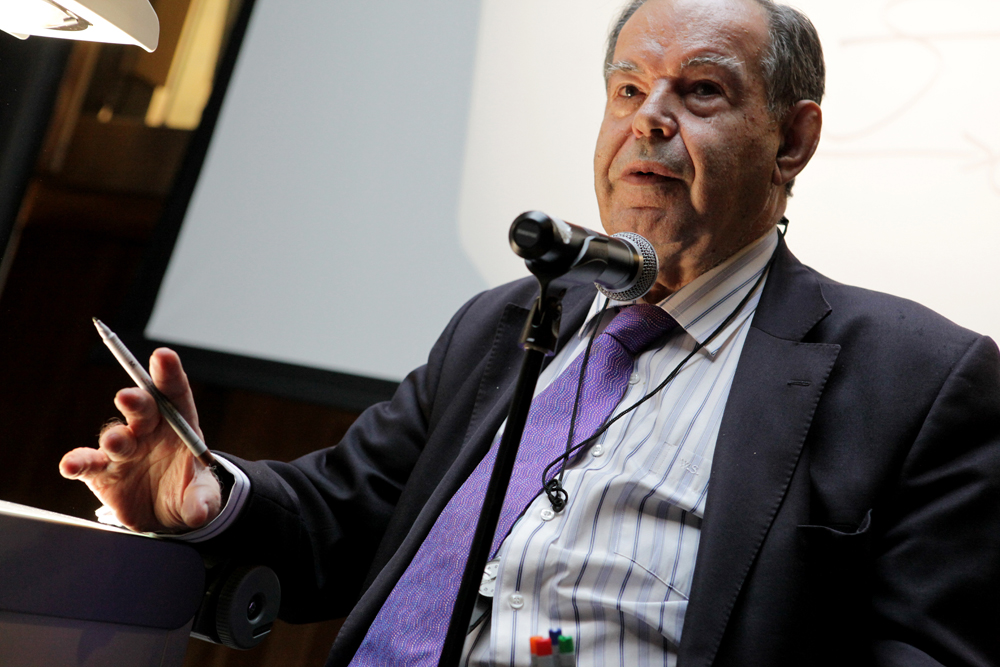
إدوارد دي بونو (Edward de Bono) : كتب ادوارد دي بونو بشكل احترافي خصوصا في مواضيع التفكير الإبداعي

التفكير الجانبي أسلوب لحل المسائل يقتضي الخروج عن المناهج المنطقية المألوفة والتفكير بطريقة أوسع بكثير من المعتاد. يرتبط التفكير الجانبي بالمفكر العالمي إدوارد دي بونو، وقد سماه كذلك ليميزه عن نوع آخر من التفكير سماه التفكير العمودي والذي يستند أساسا إلى المنطق أو ما يألفه الإنسان ويعتاد عليه. وقد اعتمد في تطويره لهذا النوع من التفكير على فهم الآلية التي يعمل بها الدماغ من الناحية العلمية، أي بما تم التوصل إليه عن طريق علم الأعصاب.

## وصلات خارجية
- إيمان عبد الكريم ذيب. التفكير الجانبي وعلاقته بسمات الشخصية على وفق أنموذج قائمة العوامل الخمسة للشخصية لدى طلبة الجامعة. الجامعة العراقية